# Nymphadora Tops
Nymphadora Lupos-Tops (Engels: Nymphadora Lupin-Tonks) is een personage uit de Harry Potterboekenreeks van J.K. Rowling.
Tops (zo wil ze graag genoemd worden want ze heeft een hekel aan haar voornaam Nymphadora) is een Schouwer en lid van de Orde van de Feniks. In boek vijf is ze een van de beschermers die Harry aan het einde van de zomervakantie ophalen en naar het hoofdkwartier van de Orde brengen, aan het Grimboudplein nummer 12. Tops is een Transformagiër: ze kan haar uiterlijk naar wens aanpassen. Meestal heeft ze kauwgombal-roze haar, maar wanneer ze dat wil verandert ze het. Deze eigenschap komt zeer goed van pas tijdens haar werk als Schouwer, ze is een kei in vermommingen.
In boek zes (Harry Potter en de Halfbloed Prins) maakt Tops deel uit van het team van Schouwers dat Zweinstein beschermt tegen ongewenste bezoekers. Tops is verliefd op Remus Lupos, maar die is terughoudend om een relatie met haar te beginnen omdat hij een weerwolf is, en hij is ouder dan zij. Hierdoor raakt Tops dusdanig geëmotioneerd dat ze zichzelf niet meer naar believen kan transformeren. Haar Patronus verandert zelfs, iets dat erg ongebruikelijk is. Echter op het einde van het boek krijgen Lupos en Tops een relatie en kan Tops weer gebruikmaken van haar transformagie.
Lupos en Tops trouwen in 1997 en krijgen begin '98 een zoon, Teddy, vernoemd naar Ted Tops die stierf toen zijn dochter zwanger was. Zowel Lupos als Tops zelf komen om het leven tijdens het grote gevecht tegen Voldemort op Zweinstein. Tops werd vermoord door Bellatrix van Detta, haar tante.
Tops is zesentwintig jaar wanneer ze sterft. Dit gebeurt in Harry Potter en de Relieken van de Dood

## Tijdslijn
- 1972: Geboorte van Nymphadora Tops.
- 1984-'91: Tops' tijd op Zweinstein.
- 1991-'94: Tops' tijd op de Schouwersopleiding.
- 1994-'95: Eerste jaar van Tops als Schouwer.
- 1995-'96: Tweede jaar als Schouwer. Ze wordt bovendien lid van de Orde van de Feniks.
- 1996-'97: Derde jaar als Schouwer. Ze is een van de vier Schouwers die bij Zweinstein werd gestationeerd. Ook dit jaar verricht ze activiteiten voor de Orde.
- 1997-'98: Vierde jaar als Schouwer. Ze krijgt een zoontje met Remus Lupos: Teddy Lupos. Ze komt samen met haar man Remus Lupos om het leven tijdens het grote gevecht op Zweinstein in de strijd tegen Voldemort.

## Trivia
- Tops en Lupos hebben Harry als peetoom voor hun zoon Teddy aangewezen.
- Tops is nooit Klassenoudste of Hoofdmonitor geworden, volgens haarzelf omdat ze de juiste kwaliteiten mist, en dan vooral die om zich te gedragen.
- Tops was hoogstwaarschijnlijk wel een heel goede leerling, omdat ze veel S.L.I.J.M.B.A.L.len en P.U.I.S.T.en heeft gehaald die nodig waren voor haar toelating tot de Schouwersopleiding.
- Tops begon in hetzelfde jaar als Charlie Wemel.
- Tops heeft buiten Charlie ook samen met Bill, Percy, Fred en George Wemel op Zweinstein gezeten.
- Ze is vreselijk onhandig. Daardoor was ze nog bijna gezakt voor haar Schouwersexamen, ondanks haar zeer goede prestaties op het gebied van vermommingen.

## Familie Tops
| Cygnus Zwarts | Cygnus Zwarts | Cygnus Zwarts | Cygnus Zwarts | Cygnus Zwarts    | Cygnus Zwarts    |                  |                  | Druella Roselier | Druella Roselier | Druella Roselier | Druella Roselier | Druella Roselier | Druella Roselier |          |          |             |             |             |             |             |             |
| Cygnus Zwarts | Cygnus Zwarts | Cygnus Zwarts | Cygnus Zwarts | Cygnus Zwarts    | Cygnus Zwarts    |                  |                  | Druella Roselier | Druella Roselier | Druella Roselier | Druella Roselier | Druella Roselier | Druella Roselier |          |          |             |             |             |             |             |             |
|               |               |               |               |                  |                  |                  |                  |                  |                  |                  |                  |                  |                  |          |          |             |             |             |             |             |             |
|               |               |               |               | Andromeda Zwarts | Andromeda Zwarts | Andromeda Zwarts | Andromeda Zwarts | Andromeda Zwarts | Andromeda Zwarts |                  |                  | Ted Tops         | Ted Tops         | Ted Tops | Ted Tops | Ted Tops    | Ted Tops    |             |             |             |             |
|               |               |               |               | Andromeda Zwarts | Andromeda Zwarts | Andromeda Zwarts | Andromeda Zwarts | Andromeda Zwarts | Andromeda Zwarts |                  |                  | Ted Tops         | Ted Tops         | Ted Tops | Ted Tops | Ted Tops    | Ted Tops    |             |             |             |             |
|               |               |               |               |                  |                  |                  |                  |                  |                  |                  |                  |                  |                  |          |          |             |             |             |             |             |             |
|               |               |               |               |                  |                  |                  |                  | Nymphadora Tops  | Nymphadora Tops  | Nymphadora Tops  | Nymphadora Tops  | Nymphadora Tops  | Nymphadora Tops  |          |          | Remus Lupos | Remus Lupos | Remus Lupos | Remus Lupos | Remus Lupos | Remus Lupos |
|               |               |               |               |                  |                  |                  |                  | Nymphadora Tops  | Nymphadora Tops  | Nymphadora Tops  | Nymphadora Tops  | Nymphadora Tops  | Nymphadora Tops  |          |          | Remus Lupos | Remus Lupos | Remus Lupos | Remus Lupos | Remus Lupos | Remus Lupos |
|               |               |               |               |                  |                  |                  |                  |                  |                  |                  |                  |                  |                  |          |          |             |             |             |             |             |             |
|               |               |               |               |                  |                  |                  |                  |                  |                  |                  |                  | Teddy Lupos      |                  |          |          |             |             |             |             |             |             |